# Glavna stran/Prenova 2008/Predlog 1
| Wikipedija je prosta enciklopedija, ki nastaja po celotnem svetu. Vsakdo jo lahko dopolni po svojih močeh z lastnim znanjem! V slovenščini smo od marca 2002 napisali že 191.950 člankov. Geografija Zgodovina Družboslovje Kultura Religija Šport Znanost in tehnologija | |
| 20. marec: dan neodvisnosti v Tuniziji - 1815 – Napoleon se je z Elbe vrnil v Pariz in zavladal za 100 dni. - 1965 – Louis Armstrong (na sliki) je kot prvi ameriški umetnik nastopil v vzhodnem Berlinu. - 1981 – Poljski sindikat Solidarność je razglasil splošno stavko. - 2003 – ZDA in koalicija voljnih so napadle Irak. 18. marec – 19. marec – 21. marec – 22. marec Rastline so eno izmed kraljestev živih bitij in spadajo med evkarionte. Za rastline je značilno, da pridobivajo energijo za rast in delovanje organizma iz sončne svetlobe s pomočjo procesa fotosinteze, ki poteka v kloroplastih, poleg tega imajo njihove celice celične stene, grajene iz celuloze. Izjema so zajedavske rastline, ki so izgubile gene za klorofil in fotosintezo ter pridobivajo energijo iz drugih rastlin ali gliv. Večina rastlin je mnogoceličnih, razen nekaterih zelenih alg. Opisanih je približno 380.000 vrst rastlin, od tega jih večina, približno 260.000, tvori semena. Rastline so lahko zelo majhne, sestavljene iz ene same celice ali zelo velike kot najvišja drevesa. Zelene rastline proizvedejo velik del kisika, ki ga dihamo; sladkorji, ki jih ustvarijo, so vir energije za večino ekosistemov. Številni drugi organizmi, vključno z živalmi, se prehranjujejo neposredno z rastlinami ali pa so odvisne od organizmov, ki so odvisni od rastlinske hrane. Žita, sadje in zelenjava so osnovna človeška hrana, ki jo ljudje pridelujejo že tisočletja. Ljudje uporabljajo rastline tudi za številne druge namene, kot so gradbeni material, okraševanje, pisalne pripomočke in v veliki meri za zdravila. Z rastlinami se znanstveno ukvarja botanika, ki je veja biologije. Pomoč - Uvod v urejanje — navodila za prispevanje k Wikipediji - Pod lipo — osrednja pogovorna stran Wikipedije - Portal skupnosti — oglasna deska, projekti, viri in dejavnosti v Wikipediji - Orakelj — forum, kjer poskušamo odgovoriti na vsakršna enciklopedična vprašanja - Obvestila — stran, namenjena obveščanju o razvoju Wikipedije - Pravila in smernice - Najpogostejša vprašanja (FAQ) - Forum za pomoč — vprašanja o urejanju Wikipedije - Orodja — pripomočki za delo v Wikipediji Pregled Vse strani • Nove strani • Vse kategorije • Temeljna kategorija • Razvrstitve po glavnih temah • A–Ž • Seznami • Kronologija • Portali • Portal skupnosti • Želeni članki • Želene slike • Stik z nami | - ... žličarko (na sliki) z ostalimi žličarkami uvrščamo med ibise; - ... je libijsko puščavsko steklo verjetno nastalo ob trkih meteoritov; - ... se nemška zvezna dežela Turingija imenuje po Turingih, ki so nekoč naseljevali to območje; - ... je Kastor ena najsvetlejših zvezd na nočnem nebu, a je kljub oznaki α šele drugi najsvetlejši Dvojček; - ... je eden najbolj znanih Spider-Manovih sovražnikov Doktor Octopus? Mladič kmečke lastovke v naravnem rezervatu Ormoške lagune. Fotografirano septembra 2024, ko je ciklon Boris prekinil selitvene poti lastovk, ki so zaradi nizkih temperatur s težavo našle plen in vzdrževale telesno temperaturo. Mladič na sliki je bil vidno šibak, a je kljub temu ujel veščo, njeni ostanki so luske na kljunu in po obrazu. Avtor fotografije: Yerpo |
| Uporabnik:Mihael Simonič/Peskovnik 2 | |